# 구글 인사이츠 포 서치
구글 인사이츠 포 서치(Google Insights for Search)는 구글 트렌드와 유사한 구글의 서비스로, 구글 검색 엔진에서 사람들이 사용하는 검색어에 대한 통찰력을 제공한다. 구글 트렌드와 달리 구글 인사이츠 포 서치는 국가 지도에 지역적 관심 사항을 시각적으로 표시한다. 키워드 조사에 도움이 될 수 있는 인기 검색어와 급상승 검색어를 표시한다. 각 검색어에 대해 표시되는 카테고리로 결과 범위를 좁힐 수 있다.
검색에서는 용어 순서가 중요하다. 키워드를 다른 순서로 배치하면 다른 결과가 나오기 때문이다.
2012년 9월 27일에 구글 인사이츠 포 서치가 종료되고 다시 구글 트렌드에 통합되었다.

## 같이 보기
- 구글 검색 콘솔
- 구글 트렌드